# 200 meter för damer i friidrott vid olympiska sommarspelen 2024
Damernas 200 meter vid olympiska sommarspelen 2024 avgjordes mellan den 2 och 4 augusti 2024 på Stade de France i Paris i Frankrike. 48 deltagare från 29 nationer deltog i tävlingen. Det var 20:e gången grenen fanns med i ett OS. Den har funnits med i varje upplaga av OS sedan 1948.
Gabrielle Thomas från USA vann tävlingen efter att ha sprungit på 21,83 sekunder. Silvret togs av Julien Alfred från Saint Lucia med 22,08 sekunder och bronset av Brittany Brown från USA med 22,20 sekunder.
I finalloppet hade Alfred ett litet övertag efter starten, men Thomas tog igen skillnaden under de första 50 meterna. Efter kurvan var Thomas i täten med en rad av konkurrenter tvärs över banan bakom henne. Raksträckan var Thomas starka sida och hon drog ifrån för ett klart guld. Bakom henne skiljde Alfred ut sig från klungan med en klar marginal för silvret. Brown tog bronset med 0,02 sekunder före fyran.
| Spel      | Guld                 | Silver                    | Brons              |
| 200 meter | Gabrielle Thomas USA | Julien Alfred Saint Lucia | Brittany Brown USA |

## Kvalificering till OS-grenen

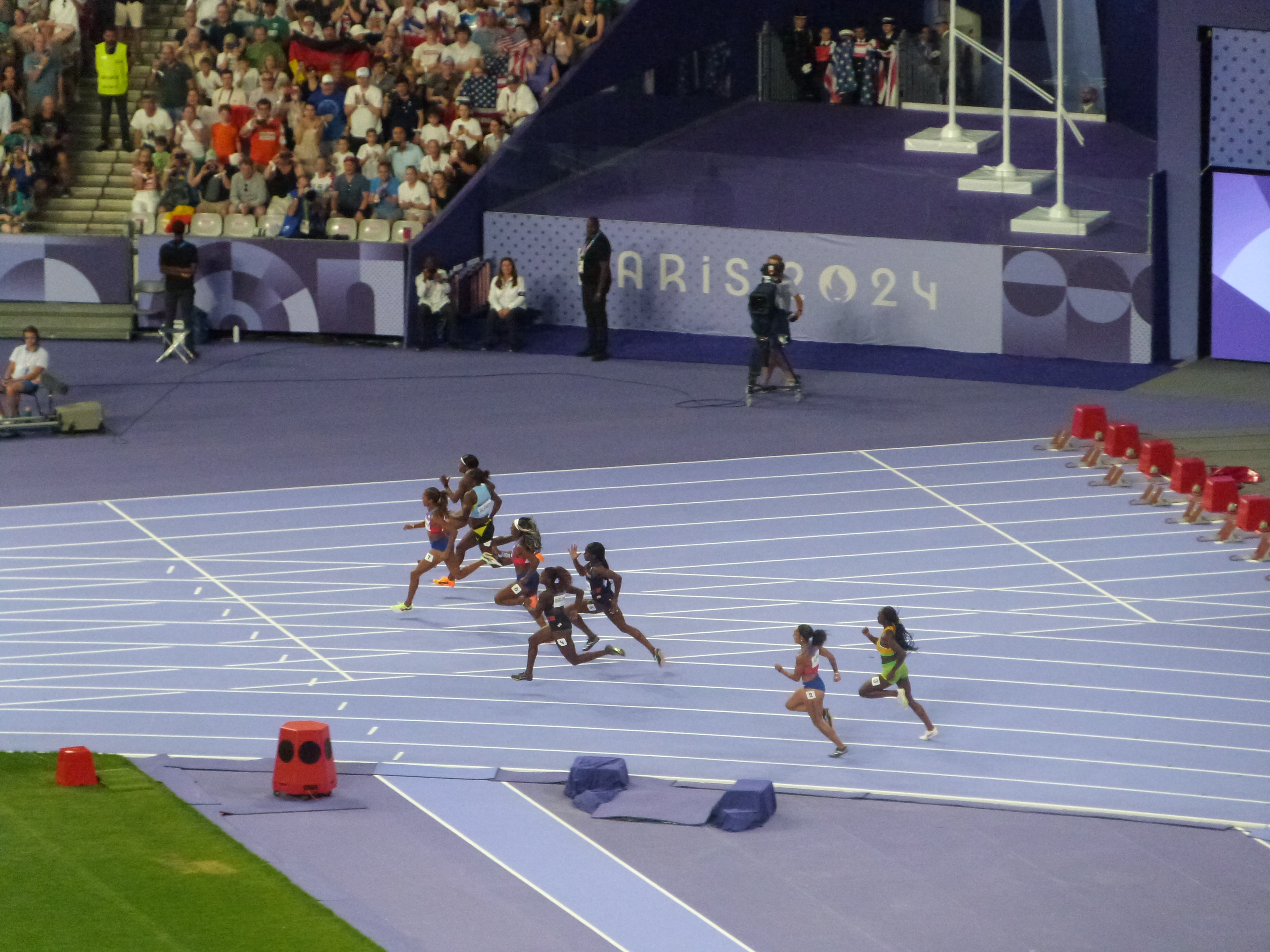
Finalen i 200 meter för damer.

Officiell video på loppet.

Kvalificeringsperioden för damernas 200 meter i friidrott var mellan 1 juli 2023 och 30 juni 2024. 48 idrottare kunde kvalificera sig till evenemanget, med högst tre idrottare per nation, genom att springa kvalificeringsstandarden 22,57 sekunder eller snabbare eller genom sin världsranking i friidrott för denna gren.
Den regerande olympiska mästaren Elaine Thompson-Herah kunde inte vara med och försvara sina olympiska titlar från 2016 och 2020, eftersom en skada på akillessenan tvingade henne att dra sig ur de jamaicanska olympiska uttagningarna.

## Schema
Alla tider är CET.
| Datum          | Tid         | Omgång               |
| -------------- | ----------- | -------------------- |
| 4 augusti 2024 | 10:55       | Kval                 |
| 5 augusti 2024 | 12:50 20:45 | Återkval Semifinaler |
| 6 augusti 2024 | 21:40       | Final                |

## Rekord
Innan tävlingens start fanns följande rekord:
| Rekord           | Idrottare                      | Tid (s) | Plats           | Datum             |
| ---------------- | ------------------------------ | ------- | --------------- | ----------------- |
| Världsrekord     | Florence Griffith Joyner (USA) | 21,34   | Seoul, Sydkorea | 29 september 1988 |
| Olympiskt rekord | Florence Griffith Joyner (USA) | 21,34   | Seoul, Sydkorea | 29 september 1988 |

| Område                                   | Tid (s)    | Idrottare                | Nation        |
| ---------------------------------------- | ---------- | ------------------------ | ------------- |
| Afrika                                   | 21,78      | Christine Mboma          | Namibia       |
| Asien                                    | 22,01      | Li Xuemei                | Kina          |
| Europa                                   | 21,63      | Dafne Schippers          | Nederländerna |
| Nordamerika, Centralamerika och Karibien | 21,34 0VR0 | Florence Griffith Joyner | USA           |
| Oceanien                                 | 22,23      | Melinda Gainsford-Taylor | Australien    |
| Sydamerika                               | 22,47      | Vitória Cristina Rosa    | Brasilien     |

## Resultat
Noteringarnas förklaring finns längst ner.

### Kval
De tre första i varje heat 0Q0 gick direkt till semifinal medan de andra som sprang i loppen 0q0 gick vidare till återkval.

#### Kval 1
| Placering | Bana | Idrottare                | Nation          | Tid            | Noteringar |
| --------- | ---- | ------------------------ | --------------- | -------------- | ---------- |
| 1         | 4    | Julien Alfred            | Saint Lucia     | 22,41          | 0Q0        |
| 2         | 5    | Gémima Joseph            | Frankrike       | 22,72          | 0Q0        |
| 3         | 6    | Julia Henriksson         | Sverige         | 22,79          | 0Q0 NR0    |
| 4         | 9    | Torrie Lewis             | Australien      | 22,89          | 0q0 PB0    |
| 5         | 7    | Lorène Dorcas Bazolo     | Portugal        | 23,10          | 0q0 SB0    |
| 6         | 2    | Léonie Pointet           | Schweiz         | 23,42          | 0q0        |
| 7         | 3    | Olga Safronova           | Kazakstan       | 23,58          | 0q0        |
|           | 8    | Marie Josée Ta Lou-Smith | Elfenbenskusten | –              | 0DNS0      |
|           |      |                          |                 | Vind: +1,4 m/s |            |

#### Kval 2
| Placering | Bana | Idrottare            | Nation  | Tid           | Noteringar |
| --------- | ---- | -------------------- | ------- | ------------- | ---------- |
| 1         | 5    | Gabrielle Thomas     | USA     | 22,20         | 0Q0        |
| 2         | 6    | Niesha Burgher       | Jamaica | 22,54         | 0Q0        |
| 3         | 3    | Mujinga Kambundji    | Schweiz | 22,75         | 0Q0        |
| 4         | 8    | Jacqueline Madogo    | Kanada  | 22,78         | 0q0 PB0    |
| 5         | 4    | Anahí Suárez         | Ecuador | 23,33         | 0q0        |
| 6         | 7    | Dalia Kaddari        | Italien | 23,49         | 0q0        |
| 7         | 2    | Cecilia Tamayo-Garza | Mexiko  | 23,65         | 0q0        |
|           |      |                      |         | Vind: 0,0 m/s |            |

#### Kval 3
| Placering | Bana | Idrottare        | Nation         | Tid           | Noteringar |
| --------- | ---- | ---------------- | -------------- | ------------- | ---------- |
| 1         | 5    | Daryll Neita     | Storbritannien | 22,39         | 0Q0        |
| 2         | 9    | Tasa Jiya        | Nederländerna  | 22,74         | 0Q0        |
| 3         | 3    | Helene Parisot   | Frankrike      | 22.99         | 0Q0        |
| 4         | 7    | Nicole Caicedo   | Ecuador        | 23,18         | 0q0        |
| 5         | 2    | Nora Lindahl     | Sverige        | 23,33         | 0q0        |
| 6         | 6    | Martyna Kotwiła  | Polen          | 23,43         | 0q0        |
| 7         | 8    | Anna Bongiorni   | Italien        | 23,49         | 0q0        |
|           | 4    | Shericka Jackson | Jamaica        | –             | 0DNS0      |
|           |      |                  |                | Vind: 0,0 m/s |            |

#### Kval 4
| Placering | Bana | Idrottare               | Nation          | Tid           | Noteringar |
| --------- | ---- | ----------------------- | --------------- | ------------- | ---------- |
| 1         | 9    | McKenzie Long           | USA             | 22,55         | 0Q0        |
| 2         | 7    | Jessika Gbai            | Elfenbenskusten | 22,61         | 0Q0        |
| 3         | 3    | Audrey Leduc            | Kanada          | 22,88         | 0Q0        |
| 4         | 2    | Jaël Bestué             | Spanien         | 23,17         | 0q0        |
| 5         | 6    | Krystsina Tsimanouskaya | Polen           | 23.30         | 0q0        |
| 6         | 5    | Mia Gross               | Australien      | 23,36         | 0q0        |
| 7         | 4    | Aimara Nazareno         | Ecuador         | 23,52         | 0q0        |
| 8         | 8    | Lorraine Martins        | Brasilien       | 23.68         | 0q0        |
|           |      |                         |                 | Vind: 0,0 m/s |            |

#### Kval 5
| Placering | Bana | Idrottare               | Nation         | Tid            | Noteringar |
| --------- | ---- | ----------------------- | -------------- | -------------- | ---------- |
| 1         | 7    | Brittany Brown          | USA            | 22,38          | 0Q0        |
| 2         | 2    | Lanae-Tava Thomas       | Jamaica        | 22,70          | 0Q0        |
| 3         | 3    | Bianca Williams         | Storbritannien | 22,77          | 0Q0        |
| 4         | 8    | Polyniki Emmanouilidou  | Grekland       | 23,06          | 0q0        |
| 5         | 5    | Olivia Fotopoulou       | Cypern         | 23,07          | 0q0        |
| 6         | 4    | Boglárka Takács         | Ungern         | 23,16          | 0q0        |
| 7         | 9    | Imke Vervaet            | Belgien        | 23,20          | 0q0        |
| 8         | 6    | Veronica Shanti Pereira | Singapore      | 23,21          | 0q0        |
|           |      |                         |                | Vind: +0,2 m/s |            |

#### Kval 6
| Placering | Bana | Idrottare                | Nation                 | Tid            | Noteringar |
| --------- | ---- | ------------------------ | ---------------------- | -------------- | ---------- |
| 1         | 2    | Favour Ofili             | Nigeria                | 22,24          | 0Q0 SB0    |
| 2         | 8    | Dina Asher-Smith         | Storbritannien         | 22,28          | 0Q0        |
| 3         | 7    | Gina Mariam Bass Bittaye | Gambia                 | 22,84          | 0Q0 SB0    |
| 4         | 3    | Maboundou Koné           | Elfenbenskusten        | 22,87          | 0q0 SB0    |
| 5         | 5    | Adaejah Hodge            | Brittiska Jungfruöarna | 23,00          | 0q0        |
| 6         | 4    | Ida Karstoft             | Danmark                | 23,01          | 0q0        |
| 7         | 9    | Li Yuting                | Kina                   | 23,31          | 0q0        |
| 8         | 6    | Ana Azevedo              | Brasilien              | 23,37          | 0q0        |
|           |      |                          |                        | Vind: +0,5 m/s |            |

### Återkval
Den första i varje heat 0Q0 plus två på tid 0q0 gick vidare till semifinal.

#### Återkval 1
| Placering | Bana | Idrottare               | Nation                 | Tid            | Noteringar |
| --------- | ---- | ----------------------- | ---------------------- | -------------- | ---------- |
| 1         | 8    | Jacqueline Madogo       | Kanada                 | 22,58          | 0Q0 PB0    |
| 2         | 7    | Adaejah Hodge           | Brittiska Jungfruöarna | 22,94          | 0q0        |
| 3         | 6    | Polyniki Emmanouilidou  | Grekland               | 22,99          | 0q0        |
| 4         | 4    | Lorène Dorcas Bazolo    | Portugal               | 23,08          | 0SB0       |
| 5         | 5    | Aimara Nazareno         | Ecuador                | 23,35          |            |
| 6         | 2    | Ana Azevedo             | Brasilien              | 23,44          |            |
| 7         | 3    | Veronica Shanti Pereira | Singapore              | 23,45          |            |
|           |      |                         |                        | Vind: +0,6 m/s |            |

#### Återkval 2
| Placering | Bana | Idrottare        | Nation          | Tid            | Noteringar |
| --------- | ---- | ---------------- | --------------- | -------------- | ---------- |
| 1         | 4    | Maboundou Koné   | Elfenbenskusten | 22,89          | 0Q0        |
| 2         | 8    | Boglárka Takács  | Ungern          | 23,05          |            |
| 3         | 3    | Li Yuting        | Kina            | 23,24          |            |
| 4         | 5    | Martyna Kotwiła  | Polen           | 23,50          |            |
| 5         | 7    | Anahí Suárez     | Ecuador         | 23,54          |            |
| 6         | 6    | Lorraine Martins | Brasilien       | 23,82          |            |
|           | 3    | Dalia Kaddari    | Italien         | –              | 0DNS0      |
|           |      |                  |                 | Wind: +0,6 m/s |            |

#### Återkval 3
| Placering | Bana | Idrottare               | Nation     | Tid            | Noteringar |
| --------- | ---- | ----------------------- | ---------- | -------------- | ---------- |
| 1         | 8    | Olivia Fotopoulou       | Cypern     | 22,92          | 0Q0 =0SB0  |
| 2         | 5    | Krystsina Tsimanouskaya | Polen      | 23,01          |            |
| 3         | 7    | Nicole Caicedo          | Ecuador    | 23,04          |            |
| 4         | 4    | Mia Gross               | Australien | 23,34          |            |
| 5         | 6    | Cecilia Tamayo-Garza    | Mexiko     | 23,49          |            |
|           | 2    | Anna Bongiorni          | Italien    | –              | 0DNS0      |
|           | 3    | Ida Karstoft            | Danmark    | –              | 0DNS0      |
|           |      |                         |            | Vind: -0,4 m/s |            |

#### Återkval 4
| Placering | Bana | Idrottare      | Nation     | Tid            | Noteringar |
| --------- | ---- | -------------- | ---------- | -------------- | ---------- |
| 1         | 2    | Torrie Lewis   | Australien | 23,08          | 0Q0        |
| 2         | 3    | Jaël Bestué    | Spanien    | 23,22          |            |
| 3         | 7    | Imke Vervaet   | Belgien    | 23.33          |            |
| 4         | 6    | Léonie Pointet | Schweiz    | 23,37          |            |
| 5         | 4    | Nora Lindahl   | Sverige    | 23,51          |            |
| 6         | 5    | Olga Safronova | Kazakstan  | 23,70          |            |
|           |      |                |            | Vind: -0,9 m/s |            |

### Semifinaler
De två första i varje lopp 0Q0 och två på tid 0q0 gick vidare till finalen.

#### Semifinal 1
| Placering | Bana | Idrottare       | Nation                 | Tid           | Noteringar |
| --------- | ---- | --------------- | ---------------------- | ------------- | ---------- |
| 1         | 7    | Julien Alfred   | Saint Lucia            | 21,98         | 0Q0        |
| 2         | 6    | Favour Ofili    | Nigeria                | 22.05         | 0Q0 SB0    |
| 3         | 8    | McKenzie Long   | USA                    | 22,30         | 0q0        |
| 4         | 9    | Bianca Williams | Storbritannien         | 22,58         | 0SB0       |
| 5         | 3    | Maboundou Koné  | Elfenbenskusten        | 22,65         | 0SB0       |
| 6         | 5    | Audrey Leduc    | Kanada                 | 22,68         |            |
| 7         | 4    | Gémima Joseph   | Frankrike              | 22,69         |            |
| 8         | 2    | Adaejah Hodge   | Brittiska Jungfruöarna | 22,70         |            |
|           |      |                 |                        | Vind: 0,0 m/s |            |

#### Semifinal 2
| Placering | Bana | Idrottare              | Nation         | Tid            | Noteringar |
| --------- | ---- | ---------------------- | -------------- | -------------- | ---------- |
| 1         | 8    | Gabrielle Thomas       | USA            | 21,86          | 0Q0        |
| 2         | 7    | Dina Asher-Smith       | Storbritannien | 22,31          | 0Q0        |
| 3         | 5    | Helene Parisot         | Frankrike      | 22,55          | 0PB0       |
| 4         | 4    | Mujinga Kambundji      | Schweiz        | 22,63          |            |
| 5         | 6    | Niesha Burgher         | Jamaica        | 22.64          |            |
| 6         | 9    | Tasa Jiya              | Nederländerna  | 22.81 (,801)   |            |
| 7         | 3    | Jacqueline Madogo      | Kanada         | 22.81 (,807)   |            |
| 8         | 2    | Polyniki Emmanouilidou | Grekland       | 23,18          |            |
|           |      |                        |                | Vind: +0,2 m/s |            |

#### Semifinal 3
| Placering | Bana | Idrottare                | Nation          | Tid            | Noteringar |
| --------- | ---- | ------------------------ | --------------- | -------------- | ---------- |
| 1         | 7    | Brittany Brown           | USA             | 22,12          | 0Q0        |
| 2         | 6    | Daryll Neita             | Storbritannien  | 22,24          | 0Q0        |
| 3         | 8    | Jessika Gbai             | Elfenbenskusten | 22,36          | 0q0 PB0    |
| 4         | 5    | Gina Mariam Bass Bittaye | Gambia          | 22,66          | 0SB0       |
| 5         | 9    | Lanae-Tava Thomas        | Jamaica         | 22,77          |            |
| 6         | 4    | Julia Henriksson         | Sverige         | 22.88          |            |
| 7         | 3    | Torrie Lewis             | Australien      | 22,92          |            |
| 8         | 2    | Olivia Fotopoulou        | Cypern          | 22,98          |            |
|           |      |                          |                 | Vind: +0,1 m/s |            |

### Final
| Placering | Bana   | Idrottare        | Nation          | Tid            | Notering       |
| --------- | ------ | ---------------- | --------------- | -------------- | -------------- |
| 1         | 7      | Gabrielle Thomas | USA             | 21.83          | Guld           |
| 2         | 8      | Julien Alfred    | Saint Lucia     | 22,08          | Silver         |
| 3         | 6      | Brittany Brown   | USA             | 22.20          | Brons          |
| 4         | 4      | Dina Asher-Smith | Storbritannien  | 22,22          |                |
| 5         | 5      | Daryll Neita     | Storbritannien  | 22,23          |                |
| 6         | 9      | Favour Ofili     | Nigeria         | 22,24          |                |
| 7         | 2      | McKenzie Long    | USA             | 22,42          |                |
| 8         | 3      | Jessika Gbai     | Elfenbenskusten | 22,70          |                |
| Källa:    | Källa: | Källa:           | Källa:          | Vind: -0,6 m/s | Vind: -0,6 m/s |